# 皇家斯威士國家航空
皇家斯威士全國航空是一間斯威士蘭航空公司。現已結業。
該航空公司目前正在破產。結業前航空公司連接由斯威士蘭至許多非洲南部的地方，包括哈拉雷，盧薩卡，約翰內斯堡和馬普托。